# Super Street: The Game
Super Street: The Game — компьютерная игра в жанре аркадных автогонок, разработанная Team6 Game Studios в сотрудничестве с Rebel Games по заказу автомобильного журнала Super Street, принадлежащем Motor Trend Group. Издана компанией Lion Castle Entertainment 11 сентября 2018 года для консолей PlayStation 4 и Xbox One и для PC-совместимых компьютеров под управлением Windows.
В Super Street: The Game предоставлена возможность приобрести, восстановить и усовершенствовать автомобиль с помощью обширных вариантов тюнинга и стайлинга. Игроку требуется участвовать в уличных гонках, зарабатывая деньги, которые тратятся на автомобильные запчасти, и репутацию, а также открывая новых членов команды, помогающих в модификации транспортного средства. Имеется также многопользовательская игра, реализованная с использованием технологии разделённого экрана и сетевых онлайн-функций.
Команда создателей, благодаря партнёрскому соглашению с Super Street, смогла получить лицензию на использование автомобильных деталей от реальных мировых производителей. После выхода Super Street: The Game получила негативные отзывы от игровой прессы. Несмотря на похвалы в сторону возможностей тюнинга автомобилей, рецензенты раскритиковали ужасную физическую модель, графику и непродуманный геймплей. В 2019 году было выпущено продолжение — Super Street: Racer.

## Игровой процесс

Пример гоночного соревнования игры с тремя оппонентами. В Super Street: The Game сделан акцент на проработанных возможностях тюнинга и стайлинга автомобилей

Super Street: The Game представляет собой аркадную гоночную игру, выполненную в трёхмерной графике. В начале игроку нужно купить один из предложенных ржавых автомобилей. Машины повреждаются при столкновениях, и при сильных авариях останавливаются, после чего вновь обретают первоначальное состояние. Для приведения автомобилей в более надлежащий вид предусмотрены обширные возможности по тюнингу и стайлингу, которые доступны в гараже: изменять можно детали как экстерьера, так и интерьера, настраивать подвеску, изменять окраску всего автомобиля или только его отдельных деталей, и многое другое. В игре действует система трофеев и достижений.
Запчасти необходимо покупать за деньги, которые зарабатываются участием в уличных гонках в режиме карьеры. Этот режим поделён на события, спонсорами которых являются Import Tuner, Hot Import Nights и другие известные бренды. Для открытия доступа к последующим событиям нужно зарабатывать репутацию: чем лучше занятое место в заезде, тем больше игрок получает денег и репутации. В некоторых состязаниях игроку даётся определённый модифицированный автомобиль. Сами заезды делятся на различные виды, такие как кольцевые гонки, одиночные заезды на время и другие. Имеется возможность собрать команду девушек, наличие которых даёт дополнительные преимущества, например увеличение мощности автомобиля. Помимо карьеры, присутствует также режим быстрой гонки, в котором можно самому выбрать локацию и участвовать в гонке, либо просто свободно изучить местность одной из доступных локаций. Мультиплеер представляет собой режим с технологией разделённого экрана для двух игроков и по сети — до четырёх.

## Разработка и выход игры
Super Street: The Game была анонсирована 20 ноября 2017 года для платформ PlayStation 4, Xbox One и Windows. За разработку игры была ответственна Team6 Game Studios, которая ранее создавала другие гоночные аркады; с разработкой также помогала студия Rebel Games. Команда заключила партнёрское соглашение с автомобильным журналом Super Street, благодаря которому игра и получила название. Это была первая официальная игра под брендом данного журнала. Основной идеей Super Street: The Game стали обширные возможности тюнинга и стайлинга автомобилей, и редакция Super Street помогла включить в игру более 700 аутентичных автомобильных запчастей от более 70 реальных мировых производителей, таких как HKS, Brembo, Sparco и многих других, но при этом сами автомобили являются вымышленными разработчиками моделями, которые, однако, основаны на существующих машинах. По словам разработчиков, игроки «не просто покупают машину, а строят её». Помимо этого, в игре задействованы спонсоры таких реальных брендов, как Import Tuner, Hot Import Nights и другие. Super Street: The Game демонстрировалась на выставке gamescom 2018.
На нынешнем рынке игр есть явный пробел. Нам не хватает настоящих уличных гонок с весёлым геймплеем старых времён, но теперь с высочайшим визуальным стандартом и общим качеством, которые можно ожидать от игры 2018 года.
Оригинальный текст (англ.)In the current game market there is a clear gap. We are missing a real street racing game with the sheer gameplay fun of the old days, but now with the highest visual standard and overall quality one can expect from a 2018 game.Ронни Нелис, создатель игры
Изначальной датой выпуска было названо 3 августа 2018 года, но позже её перенесли на 4 сентября того же года в целях проведения технических доработок. Финальной датой выхода Super Street: The Game стало 11 сентября 2018 года; игра распространяется только в цифровом виде.

## Оценки и мнения
| Сводный рейтинг       | Сводный рейтинг |
| Агрегатор             | Оценка          |
| --------------------- | --------------- |
| Metacritic            | 37/100          |
| Иноязычные издания    |                 |
| Издание               | Оценка          |
| GameStar              | 38/100          |
| GameSpew              | 2/10            |
| MeriStation           | 5/10            |
| MondoXbox             | 6/10            |
| PC Invasion           | 2/10            |
| PlayStation LifeStyle | 3/10            |
| PSX-Sense             | 4/10            |
| TheXboxHub            | [ 18 ]          |
| TrueAchievements      | 1,5/5           |
| Xbox Tavern           | 4,7/10          |

Игра была отрицательно воспринята рецензентами. На сайте Metacritic средняя оценка составляет 37 баллов из 100 возможных. Обозреватели в своих обзорах к недостаткам Super Street: The Game отнесли ужасную физическую модель, размытую графику, непродуманный функционал и сексистское изображение женщин. К достоинствам некоторые критики отнесли обширные возможности по настройке автомобилей и разнообразие заездов, и отметили, что у игры был потенциал, но многочисленные технические недоработки не позволили его раскрыть.
Журналист издания GameStar Цандт Флориан раскритиковал Super Street: The Game из-за технических проблем, «катастрофического» управления автомобилями и наличия сексистских стереотипов. Ричард Сигрейв, обозреватель GameSpew, заявил: «Ни при каких обстоятельствах не рассматривайте возможность покупки Super Street: The Game». A.K Rahming (PC Invasion) оставил об игре аналогичное мнение, посчитав, что «с ужасными элементами управления, смехотворно ужасной физикой и сломанными функциями» Super Street: The Game уготовлено одно место — свалка. Разочаровался в игре и Полмайкл Контрерас, рецензент PlayStation LifeStyle, отнёсший к минусам ужасную механику вождения, сексистское изображение женщин, размытую графику и даже отсутствие игроков в онлайне. «Это так плохо, что я не могу рекомендовать эту игру даже самым ярым поклонникам аркадных гонок» — написал Пол Реншоу, критик TheXboxHub. Кевину Тавору (TrueAchievements) не понравилась физическая модель, направленная на разрушение, ужасный дизайн трасс и искусственный интеллект, а также отметил, что «сексуализированные девушки присутствуют в команде игрока буквально только ради этого». Яви Ориа Бонжур, обозреватель MeriStation, отметил, что игра технически плоха, в управлении нет понятия плавности, а в основном режиме прохождения присутствуют странные решения (например, невозможность иметь более одного автомобиля) и несбалансированный уровень сложности. Критик MondoXbox, Гьёзо Баки, так же отнёс к недостаткам несбалансированное прохождение (заявив, что весёлые гонки могут чередоваться с раздражающими и разочаровывающими) и непредсказуемую физическую модель. Леннард Верхаге, рецензент PSX-Sense, как и другие критики, отнёс к минусам управление, искусственный интеллект («самый тупой за последние годы») и различные баги.
К положительным сторонам Super Street: The Game рецензенты в основном относили возможности по визуальной настройке автомобилей, а также относительное разнообразие заездов. Флориан был под впечатлением от наличия более 500 устанавливаемых деталей, интересного взгляда на культуру тюнинга, а также восьми гоночных режимов. Обозреватель Xbox Tavern, Марк Шервуд, похвалил впечатляющую концепцию и большое количество деталей, хотя и отметив, что «разработчики должны решить многие проблемы игры, прежде чем к ней можно будет отнестись серьёзно». Тавор к позитивной стороне Super Street: The Game отнёс разнообразие событий в режиме карьеры. Бонжур похвалил эстетическую кастомизацию автомобилей и заметил, что быстрые и динамичные гонки всегда будут весёлыми, особенно с друзьями. Аналогичное мнение высказал Баки, заявив, что игра является «капсулой времени», переносящей игрока в ту эпоху, когда гонки были более ограниченными, линейными и менее серьёзными, но очень весёлыми и понятными. Верхаге причислил к плюсам игры разнообразные гонки, различные локации, широкие возможности тюнинга и веселье, которое может предоставить игра, если этому не будут мешать недостатки.

## Влияние
Несмотря на негативные отзывы, в 2019 году уже силами другой студии — Game Solutions 2 — было создано продолжение под названием Super Street: Racer эксклюзивно для Nintendo Switch. Игра сохранила основные особенности предшественника, в частности тематику уличных гонок и обширные возможности модификации автомобилей, но претерпела некоторые изменения (например, отсутствует возможность свободного передвижения по локациям). Super Street: Racer получила неоднозначные отзывы от критиков, но оценки были намного более высокими, чем у предыдущей игры.